# Daniel Sinapius-Horčička
Daniel Sinapius-Horčička (3. srpen 1640, Sučany – 27. leden 1688, Levoča) byl slovenský barokní spisovatel a překladatel.

## Životopis
Pocházel z rodiny evangelického kazatele a po studiích v Levoči a v německém Wittenbergu pracoval jako rektor v Jelšavě, kazatel v Kameňanech, Liptovské Teplé a v Radvani. V letech 1673–1683 pobýval v exilu ve Slezsku.
Byl otcem pedagoga Jána Sinapia-Horčičky mladšího (1657–1725).

## Tvorba
Věnoval se psaní latinských příležitostních básní, barokní náboženské prózy a slovenské duchovní poezie. Svá díla tvořil v češtině a latině, překládal z němčiny.

## Dílo
- Seznam děl v Souborném katalogu ČR, jejichž autorem nebo tématem je Daniel Sinapius-Horčička
- Seznam děl v Souborném katalogu ČR, jejichž autorem nebo tématem je Daniel Sinapius-Horčička

- 1660 – Plausus poli et soli (Plesání nebe a země)
- 1676 – Hortulus animae piae (Zahrádka zbožné duše), modlitební knížka
- 1678 – Neo-forum Latino-Slavonicum (Nový trh latinsko-slovenský)
- 1679 – Sors fidelis in mundo animae (Osud duše věrné ve světě)
- 1681 – Fortunae inconstantia in rustico (Nestálost vesničanova štěstí)
- 1681 – Flagellum irae divinae triplex (Trojnásobný bič Božího hněvu)
- 1682 – Coelum Bojanoviense (Pocta Bojanovu)
- 1683 – Perlička dítek božích
- 1684 – Cithara sanctorum (rozšířil tento Třanovského zpěvník o nové písně)
- 1685 – Orbis pictus, překlad díla J. A. Komenského
- 1686 – Domus Hain – moesta Nain (Hainův dům - zarmoucený Nain)
- 1703 – Jádro všech modliteb v nemnohých slovích obsažené…